# Хауса (језик)
Хауса је најраспрострањенији чадски језик, којим као својим матерњим језиком говори око 24 милиона људи, а још 15 милиона као својим секундарним језиком.
Хаусом се углавном служе становници Нигера и северне Нигерије, али се такође користи и као лингва франка широм западне Африке, поготово међу муслиманима. Хауса је службени језик на северу Нигерије.